# Cordylus minor
Cordylus minor är en ödleart som beskrevs av  Vivian William Maynard Fitzsimons 1943. Cordylus minor ingår i släktet Cordylus och familjen gördelsvansar. Inga underarter finns listade i Catalogue of Life.